# Piet Aalberse (1910-1989)
Pour les articles homonymes, voir Piet Aalberse.
Piet Aalberse (né à Leyde le 23 avril 1910, mort à La Haye le 16 avril 1989) est un juriste et homme politique néerlandais.

## Source de la traduction
- (nl) Cet article est partiellement ou en totalité issu de l’article de Wikipédia en néerlandais intitulé « Piet Aalberse (1910-1989) » (voir la liste des auteurs).